# Radiall
Radiall è un'azienda che progetta, sviluppa e produce connettori e componenti accessori da utilizzare in vari campi. L'azienda offre soluzioni di interconnessione, inclusi connettori per radiofrequenza e coassiali e cavi assemblati, antenne, connettori in fibra ottica, componenti a microonde, interruttori a microonde e connettori multipolari. Serve i mercati aerospaziale, della difesa, della strumentazione, delle telecomunicazioni, ferroviario e medico. L'azienda commercializza i propri prodotti in tutto il mondo attraverso una rete di agenti e distributori.
Co-fondata da Yvon e Lucien Gattaz nel 1952, ha sede a Parigi, in Francia. Nel 2018 il fatturato di Radiall è stato di 357 milioni di euro.

## Storia
Nella primavera del 1952, due fratelli, Yvon e Lucien Gattaz, fondarono Radiall. Yvon Gattaz curò l'aspetto commerciale e finanziario dell'impresa. Lucien, l'inventore, era più interessato agli aspetti tecnici della ricerca e della produzione. Nel 1953 acquistarono il loro primo laboratorio a Parigi, in Francia. Avevano già scelto uno slogan: "Velocità e qualità".
A quel tempo, la Francia mirava a diventare leader mondiale nel settore televisivo utilizzando frequenze più alte attraverso il suo standard SECAM . L'antenna doveva essere collegata alla TV con un cavo coassiale. Yvon e Lucien hanno inventato un'interconnessione economica e facile da usare che per questa applicazione. Nel 1954 la produzione di Radiall era di 100.000 connettori al mese.

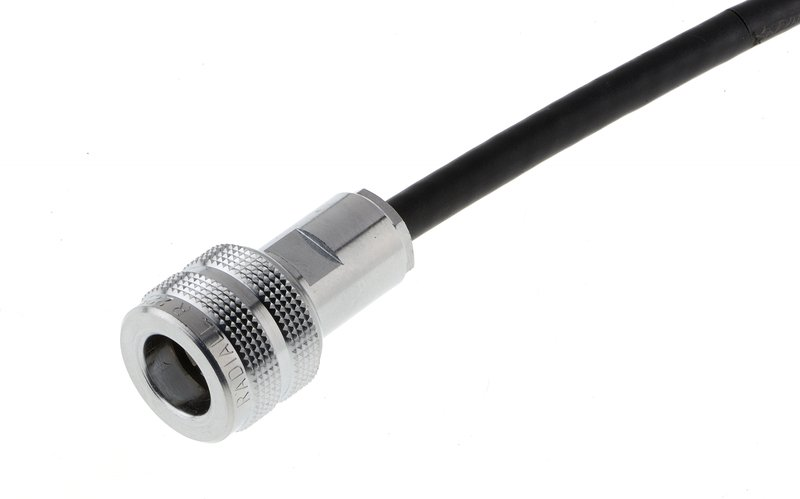
Il connettore coassiale Mini-Quick

Nel novembre del 1963, Yvon e Lucien inaugurarono la loro prima fabbrica a Voiron, nell'Isère, in Francia. La fabbrica era di 2.500 m². Nello stesso anno, l'azienda ha lanciato il connettore coassiale Mini-Quick. Cinque anni dopo, nel 1968, Radiall costruì la sua sede a Rosny-Sous-Bois. Questo edificio a due piani di 4.000 m² (il terzo piano è arrivato dopo) è realizzato solo in vetro e pellicola.
Nel 1967 i Gattaz stavano già pensando di espandersi in Europa, così crearono una filiale in Inghilterra, a Staines: Radiall Microwave Components Ltd. Nel 1969 aprirono un altro ufficio a Buchschlag, in Germania: RGmbH. L'obiettivo: sviluppare una rete di vendita europea.
Nel 1972 Lucien Gattaz identificò la società Sogie come concorrente nel settore dei connettori. Era in vendita ed in deficit, quindi Radiall ha effettuato la sua prima acquisizione. Ci sono voluti solo pochi anni per renderla redditizia. L'acquisto di Sogie ha mostrato il desiderio di Radiall di continuare a specializzarsi nei connettori multipin.
Nello stesso anno, l'azienda iniziò ad interessarsi anche al settore aerospaziale e alla fibra ottica. Una nuova struttura è stata costruita nel 1977 a Voreppe, in Francia. Un anno dopo, viene creata una nuova fabbrica a L'Isle-d'Abeau per produrre componenti iperfrequenza per uso militare. Il primo ministro francese visitò questo sito il 6 giugno 1980.
Nel 1982 Radiall acquisì la sua prima attrezzatura per la progettazione assistita da computer. Durante gli anni '80 Radiall si espanse in tutto il mondo con uffici negli Stati Uniti (Stratford), Brasile (Rio de Janeiro) e Hong Kong. Nel 1984 Boeing qualificò i connettori Radiall conformi allo standard ARINC 600. Questo fu anche un periodo ricco di invenzioni, durante il quale Radiall ottenne 15 brevetti dal 1984 al 1986. Radiall entra anche nel mercato azionario francese nel 1989, vendendo al pubblico il 20% del suo capitale.

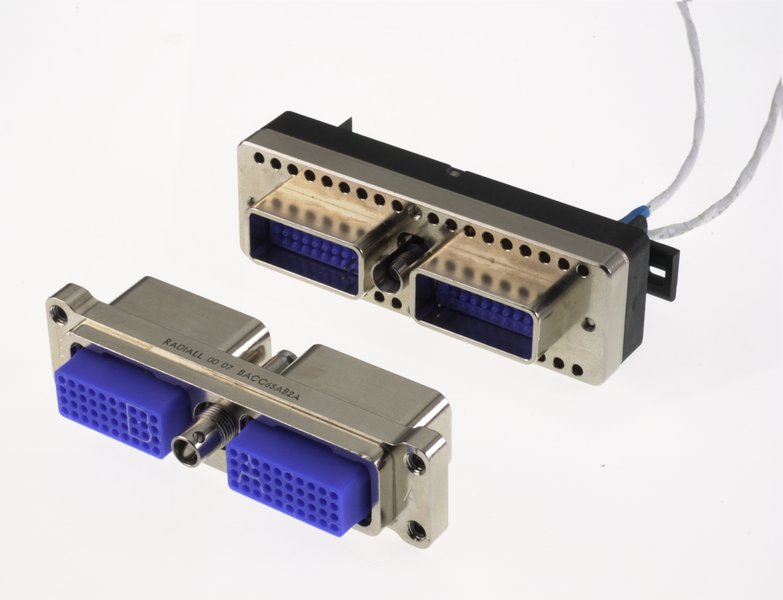
Un connettore multipin: l' EPX

Nel 1992 Pierre Gattaz, figlio del cofondatore Yvon Gattaz, divenne il nuovo amministratore delegato dell'azienda. Per divenire uno dei principali player statunitensi nel settore dei connettori multipolari (principalmente rivolti all'industria aerospaziale), nel maggio 1995 Radiall ha acquisito Jerrik, con sede a Tempe, Arizona. Radiall prosegue la sua espansione in USA con l'acquisizione di Larsen, azienda con sede a Portland, Oregon, specializzata in antenne per scopi militari. Nel 1994, l'azienda ha continuato ad espandersi in Asia con Radiall Protectron, con sede a Bangalore, in India. Successivamente, Radiall apre una sede in Giappone, Radiall Nihon. Nel 2005, Radiall ha acquisito Applied Engineering Products (AEP) con sede a New Haven. La linea di prodotti AEP è stata integrata nel portafoglio di Radiall. Infine, nel luglio 1997, viene inaugurata Radiall Shanghai, che diventa la prima entità Radiall in Cina. L'obiettivo era quello di raggiungere un fatturato di un miliardo di franchi entro il 2000, obiettivo raggiunto in anticipo di tre anni, nel 1997. Il 2001 è stato un anno difficile per l'azienda, a causa della crisi delle telecomunicazioni e delle conseguenze dell'11 settembre 2001. Ciò ha costretto l'azienda a ridurre la propria manodopera del 30% in due anni a causa di una perdita di attività del 40%.

### 2008–oggi
L'8 gennaio 2008 ha annunciato un aumento della sua partecipazione nella start-up D-Lightsys  al 95%.
Il 1 giugno 2008, Radiall AEP Inc e Radiall USA Inc sono state fuse in un'unica società Radiall USA, Inc. La società opera come Radiall e copre il territorio nordamericano dove Radiall ha attualmente 3 siti: Tempe, New Haven e Obregon. Il numero totale dei dipendenti è di circa 1.035.
Nel 2012 ha creato una filiale automotive, "Raydiall".
Il 29 luglio 2015 acquisisce Van-Systems, azienda italiana che progetta e produce connettori elettrici circolari per applicazioni industriali.
Nel giugno 2019, Radiall e CEA-Leti annunciano una partnership per progettare componenti RF per reti 5G e componenti fotonici per ambienti difficili.
Nell'agosto 2019 Radiall rende pubblica l'acquisizione di Solyneo.
Nell'agosto 2019, Radiall USA, Inc. annuncia il trasferimento del suo sito di New Haven, CT a Wallingford.
Nel gennaio 2020, Radiall annuncia l'acquisizione di Timbercon, una società di prodotti di interconnessione in fibra ottica.

## Governance
Radiall è governata da un consiglio di sorveglianza e da un comitato esecutivo; ha sede in Francia con centri di competenza e sedi produttive in 3 continenti e 13 paesi. I 9 stabilimenti produttivi sono situati negli Stati Uniti, Messico, Francia, Italia, Cina e India. Oltre l'87% delle vendite è generato al di fuori della Francia.